# Kat Richardson

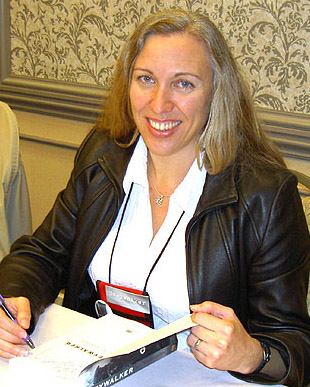
Kat Richardson

Kat Richardson (* 22. Mai 1964 in Kalifornien) ist eine US-amerikanische Schriftstellerin von Fiktion aus einem Genremix von Science Fiction/Fantasy und mystischem Krimi wie der Greywalker Urban-Fantasy-Serie.

## Leben
Kat Richardson wurde als mittleres von drei Kindern in Kalifornien geboren. Als Tochter eines Englischlehrers mit einem Abschluss in Klassischer Literatur kam sie schon früh mit Literatur in Kontakt. Sie hat einen Bachelor of Arts in Magazin Editing der Cal State Long Beach. Eine Weile arbeitete sie noch in Los Angeles im Zeitschriftengeschäft, dann für das Gemological Institute of America. Derzeit lebt sie zusammen mit ihrem Ehemann auf einem Hausboot in Seattle. Dort lernte sie auch Technisches Editieren. Obwohl sie nicht mehr in Kalifornien lebt, unterstützt sie Bestrebungen, Frettchen in Kalifornien als Haustiere halten zu dürfen.

## Werke

### Greywalker-Serie
englisch
- Richardson, Kat: Greywalker. Roc Trade, 2006, ISBN 0-451-46107-X.
- Richardson, Kat: Poltergeist: A Greywalker Novel (Book 2). Roc Trade, 2007, ISBN 0-451-46150-9.
- Richardson, Kat: Underground (Greywalker, Book 3). Roc Hardcover, 2008, ISBN 0-451-46212-2.
- Richardson, Kat: Vanished (Greywalker, Book 4). Roc Hardcover, 2009, ISBN 0-451-46277-7, S. 368.

deutsch
- Richardson, Kat: Greywalker. Heyne, 2008, ISBN 3-453-43310-6.
- Richardson, Kat: Poltergeist. Heyne, 2009, ISBN 3-453-52486-1.
- Richardson, Kat: Underground. Heyne, 2009, ISBN 3-453-53315-1, S. 480.

### Sonstiges Schaffen
- Drehbuch für The Glove (2003) zusammen mit Mark Walling
- RPG Sourcebook Moon Elves
- Mitarbeit am Online Comic Dangerous Days und am Computerprojekt TX2